# Lwama
Lwama eller Luama är ett vattendrag i Kongo-Kinshasa, ett biflöde till Lualaba. Det rinner genom provinserna Tanganyika och Maniema, i den centrala delen av landet, 1 300 km öster om huvudstaden Kinshasa.